# Erich Kahn

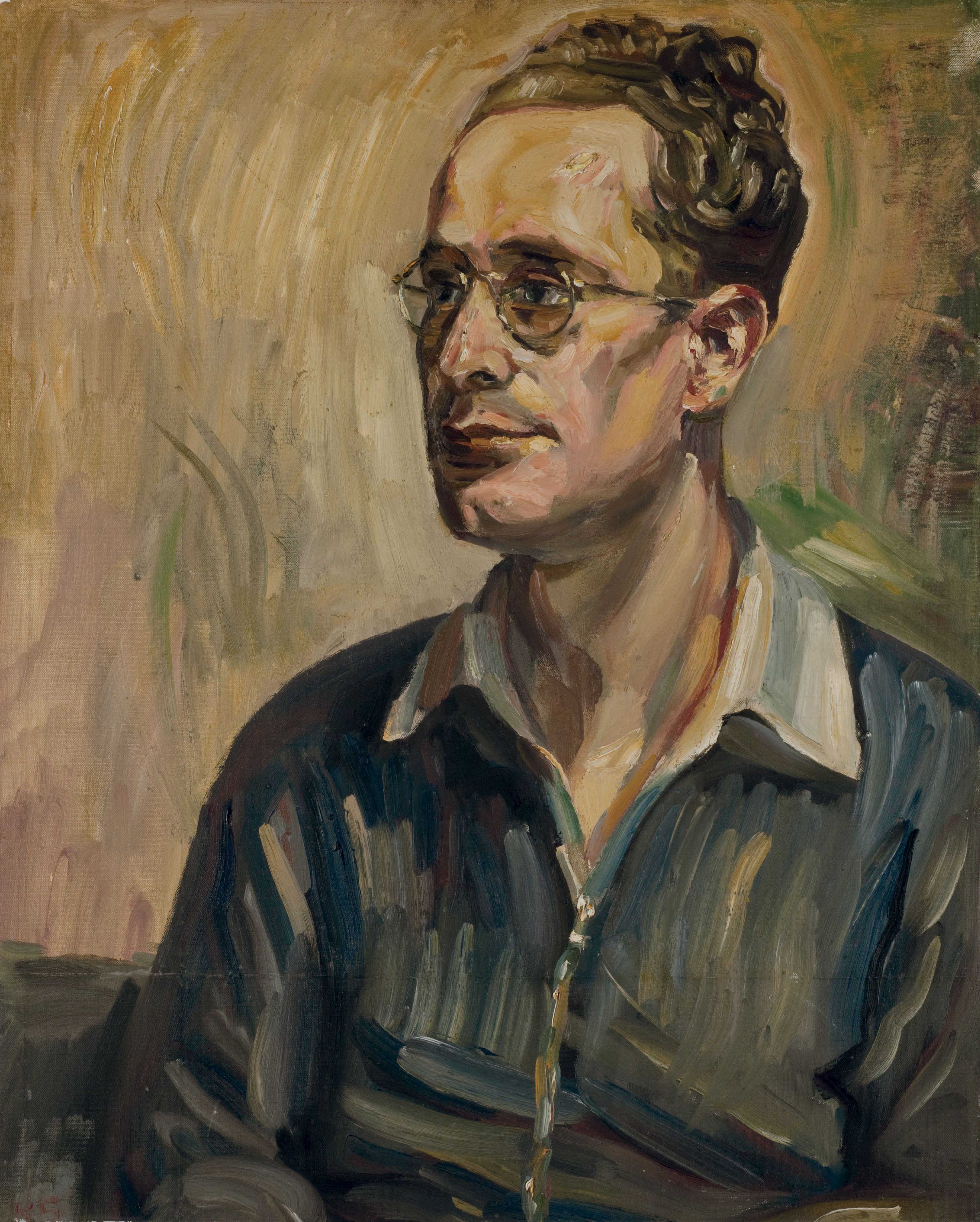
Kurt Schwitters: Erich Kahn

Erich Kahn (Estugarda, 1904 — Londres, 1979) foi um pintor expressionista alemão, e um sobrevivente da perseguição Nazi a judeus e ciganos durante os eventos que levaram à Segunda Guerra Mundial.
Erich Kahn nasceu e viveu na Alemanha. Perseguido pelos nazis, esteve preso no campo de concentração de Welzheim. Mais tarde, refugiou-se em Inglaterra, foi exilado para o Campo de Hutchinson, na Ilha de Man, e acabou por morrer, aos 75 anos, em Londres.
A obra de Erich Kahn perdeu-se nos meandros da história. Porque pertence à designada "Geração Esquecida", a dos artistas judeus nascidos na Alemanha, no início do século XX, influenciados pelo expressionismo, cuja carreira nascente foi abruptamente interrompida pela subida do nazismo. Forçados ao exílio para sobreviver, ficaram para sempre despojados da sua identidade, "presos entre o ontem e o amanhã".
A Colecção Berardo adquiriu grande parte do espólio de Erich Kahn (pintura, desenho, gravura, correspondência, cadernos). Esta colecção é o testemunho da densidade de uma vida que ultrapassa a biografia A Painter's Life and Times, da autoria de Klaus E. Hinrichsen, historiador de arte e amigo de longa data do artista.